# Цветови зла
„Цветови зла”  је српски  ТВ филм из 2004. године. Режирао га је Бранко Митић а сценарио су написали Бранко Митић и Братислав Петковић по делу Бранислава Нушића.

## Улоге
| Глумац                     | Улога                 |
| -------------------------- | --------------------- |
| Тихомир Станић             | Краљ Милан Обреновић  |
| Властимир Ђуза Стојиљковић | Глигорије Гига Гершић |
| Никола Вујовић             | Бранислав Нушић       |